# Скулптура „Метаморфозис Константиниана”
Скулптура „Метаморфозис Константиниана” је постављена 2013. године на нишком кеју у Нишу, као поклон католичке цркве Граду Нишу, у склопу обележавања 17. векова Миланског едикта.
Скулптура је рад вајара др Драгана Раденовића из Београда је приказ птице која се сећа настанка света и која симболише и Христово распеће, док централним делом доминира глава цара Константина приказана кроз различита раздобља његовог живота.
Скулптура асоцира на два историјска догађаја из Константиновог живота – битку код Милвијског моста и Милански едикт.